# Have You Seen This Snail?
"Have You Seen This Snail?", também conhecido como "Where's Gary?", é o terceiro episódio da quarta temporada da série de desenho animado estadunidense SpongeBob SquarePants, e o de número 63 da série em geral. Foi dirigido por Alan Smart e Tom Yasumi, e teve o seu enredo escrito por Aaron Springer e Paul Tibbitt. Springer foi também o diretor de storyboard. O episódio estreou nos Estados Unidos pelo canal de televisão Nickelodeon em 11 de novembro de 2005. A atriz e comediante Amy Poehler forneceu a voz da avó, enquanto Mark Stewart cantou o tema "Gary, Come Home".
A série segue as aventuras e os esforços do personagem-título e seus vários amigos da cidade subaquática Bikini Bottom. Neste episódio, Gary, o caracol marinho de Bob Esponja, foge de casa depois de se sentir negligenciado pelo seu irritado proprietário e é adotado por um novo dono. Depois de perceber o erro de seus caminhos, Bob Esponja estabelece uma busca com o seu melhor amigo Patrick para que o seu adorável animal de estimação volte ao seu verdadeiro lar.
O episódio rendeu uma audiência de oito milhões, alcançando o maior número de espectadores da televisão a cabo com idades entre seis a onze anos de idade em 2005. Após o lançamento, "Have You Seen This Snail?" recebeu críticas positivas por parte dos críticos de televisão.

## Produção

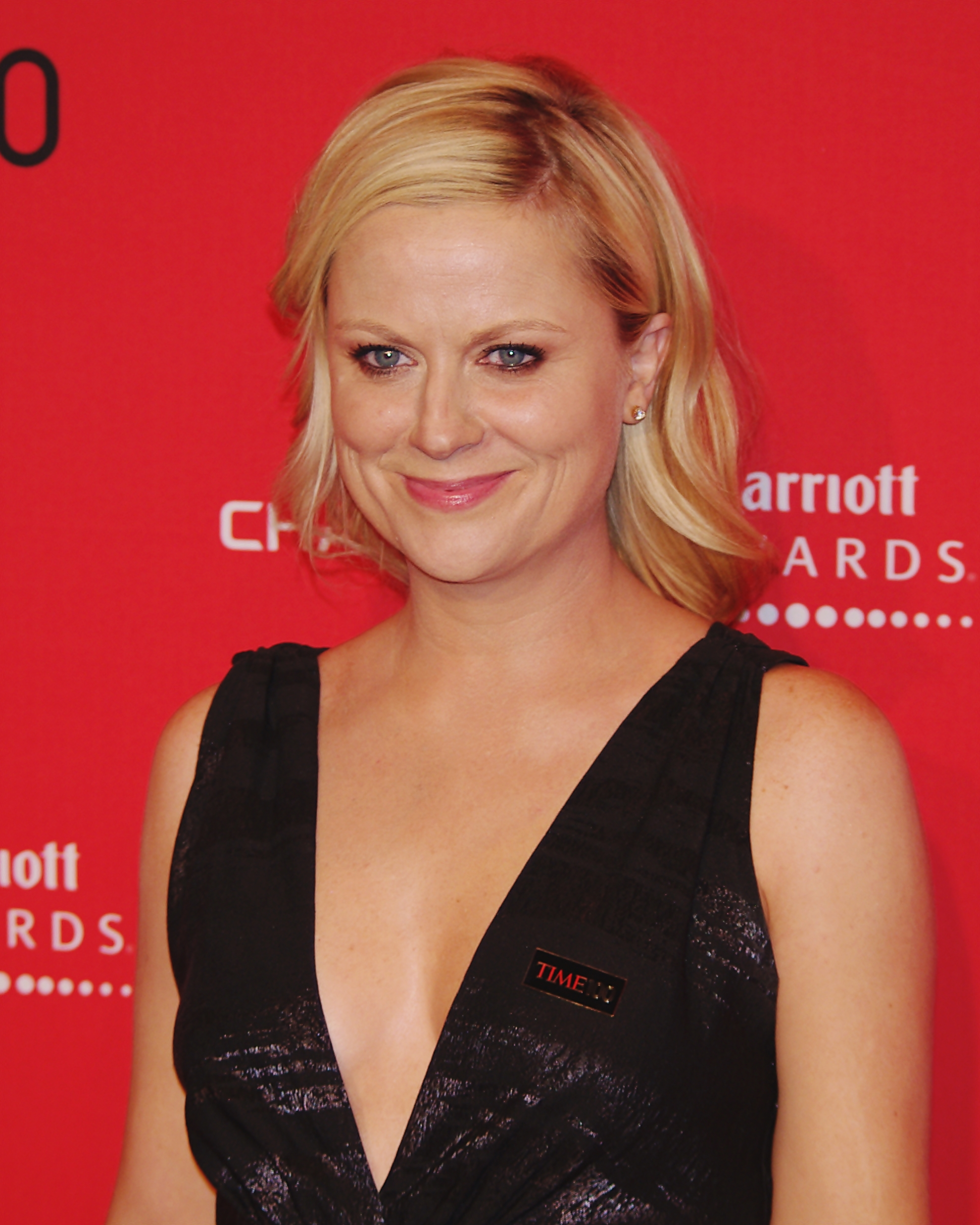
Amy Poehler, atriz e comediante, que forneceu a voz da vovó.

"Have You Seen This Snail?" é um episódio especial de vinte e dois minutos escrito por Paul Tibbitt, Aaron Springer como escritor e diretor de storyboard, e Alan Smart e Tom Yasumi como diretores de animação. Originalmente, o episódio foi transmitido pelo canal de televisão Nickelodeon nos Estados Unidos em 11 de novembro de 2005. Antes de sua estreia, o canal Nickelodeon lançou um videoclipe de pré-visualizações e coberturas bônus sobre o episódio na plataforma online TurboNick, disponível no website do canal. Nickelodeon também lançou o jogo em flash "Trail of the Snail."
Em um comunicado de imprensa publicado em 1 de novembro de 2005, a Nickelodeon anunciou oficialmente o episódio e a promoção do mesmo em um especial. Segundo o canal, "é um dia triste em Bikini Bottom, quando SpongeBob descobre que seu amado caracol Gary está desaparecido e que ele pode ter culpa no desaparecimento do molusco." Marjorie Cohn, vice-presidente executivo de desenvolvimento e programação original da Nickelodeon, disse: "As crianças adoram seus animais de estimação e certamente há alguma identificação na relação de SpongeBob e Gary -- distorcida, embora possa ser [...] É divertido ver Gary expressar uma variedade de emoções usando apenas a assinatura 'miau'."
Além do elenco regular, Amy Poehler, comediante estadunidense e atriz do Saturday Night Live, forneceu a voz para a vovó, uma doce senhora de idade que adota Gary após ele fugir de casa. "Have You Seen This Snail?" apresentou uma composição musical original do músico estadunidense Mark Stewart, intitulado "Gary, Come Home."
O canal Nickelodeon apoiou o episódio com um mês de campanha off-air (fora do ar), incluindo impressões, outdoor e suporte a parceiros de produtos de consumo. O canal também lançou um sorteio por radiodifusão chamado "Where's Gary." Nos cinco dias que antecederam a estreia, durante as noites; Patchy, o Pirata (personagem interpretado por Tom Kenny e retratado como o presidente do fã clube de SpongeBob SquarePants) e outros convidados do personagem procuraram Gary em vários locais. Visitando o site oficial, os espectadores receberiam um "Trail of The Snail", um cartão de rastreamento que permitia que os espectadores entrem em locais de busca do Patchy, a fim de ganhar o sorteio. O prêmio foi uma viagem aos Estúdios de Animação da Nickelodeon para conhecer a equipe de produção do show e sentar-se em uma sessão de gravação de voz com o elenco da série.
Em 15 de novembro de 2005, "Have You Seen This Snail?" foi lançado na compilação em DVD chamada "Where's Gary." Além deste, a compilação apresenta seis outros episódios: "The Lost Mattress", "Skill Crane", "Krabs vs Plankton", "The Great Snail Race" e "Good Neighbor." "Have You Seen This Snail?" também foi incluído na compilação em DVD da quarta temporada da série. O episódio também foi incluído na compilação "SpongeBob SquarePants: The First 100 Episodes", juntamente com todos os episódios da primeira temporada até a quinta, o DVD foi lançado em 22 de agosto de 2009.

## Enredo
SpongeBob recebe uma raquete-bola que lhe foi enviada pelo correio e decide jogá-la. Ele é totalmente consumido pelo desafio e se esquece de Gary por dez dias, que, sentindo-se negligenciado, foge de casa. SpongeBob é despertado de sua obsessão a partir da chegada de Patrick e não consegue encontrar o seu mascote, mas acha uma nota dizendo que Gary o deixou em busca de um novo proprietário. Enquanto isso, Gary vaga em uma nova cidade, encontrando uma gangue de caracóis. Ele é descoberto por uma senhora de idade, que o confunde com um dos seus mascotes, a senhorita Tuftsy. Gary é regado com muito amor e muita comida pela senhora, enquanto Bob Esponja, tristemente, vai para o trabalho. Sr. Siriguejo incentiva seu funcionário a trabalhar, mas é mal interpretado e SpongeBob acaba tirando o dia de folga para procurar Gary. Ele e Patrick espalham cartazes e placas em todos os lugares na esperança de encontrar Gary.
Gary, na casa da velha senhora, está muito bem alimentado. A senhora põe jornais e folhetos dados a ela por Patrick. Ao ler-los, Gary percebe que Bob Esponja realmente o ama e o quer de volta. Ele tenta sair, mas em vez de fugir, ele acaba abrindo um armário e descobre várias conchas de caracóis vazias. Quando a senhora tenta alimentá-lo novamente, Gary percebe que a velha senhora tem um motivo para alimentar os caracóis, ela possivelmente os engordam para depois os comerem. Gary consegue fugir da casa da senhora, mas ela o persegue pelas ruas. Gary rapidamente encontra um dos caracóis membro da gangue que ele havia visto anteriormente. Este é confundido com a senhorita Tuftsy e é levado pela senhora. Após sua busca não dar resultados, SpongeBob volta para sua casa e tenta esquecer Gary. Entretanto, durante uma breve caminhada, ele é constantemente lembrado do seu caracol por causa das inúmeras placas e cartazes de Gary espalhados pelas ruas. SpongeBob escuta um miado, no começo, ele pensa que está apenas imaginando, mas, em seguida, ele se vira e encontra Gary ao seu lado.

## Repercussão
Bobo? Sim. Ultrajante? Claro. Imperdoável e inexoravelmente ridículo? Bem, não. O ridículo é completamente perdoável e é sua própria desculpa. Enquanto os personagens de apoio contribuem substancialmente para o episódio - Sandy Cheeks, o esquilo; Squidward, misantropo; e a moeda de um centavo, Mr. Krabs, guardião inestimável da receita do Krabby Patties - é SpongeBob que é o pateta do show, brilhante fonte de energia cômica.

— Tom Shales em sua crítica para The Washington Post.
"Have You Seen This Snail?" foi assistido por oito milhões de pessoas. Foi o programa mais visto em todos os canais infantis (de dois a onze anos) no ano de 2005, ficando atrás apenas do Super Bowl e das eliminatórios do Super Bowl, e o programa mais visto em todos os canais a cabos na faixa etária 2-11 e 6-11 anos em 2005.
"Have You Seen This Snail?" recebeu críticas positivas por parte dos críticos de televisão. Tom Shales do The Washington Post chamou o episódio de profundamente hilariante e descreveu o enredo como um "tumulto agridoce." Ele chamou a atenção com a semelhança da história com o enredo "Dumped", um episódio anterior em que Gary descarta SpongeBob. David Johnson do DVD Verdict reagiu positivamente ao lançamento do episódio em DVD e disse: "Eu não sei o que dizer, aqui o Sr. Squarepants é tão ridiculamente popular, este disco vai definitivamente se vender." Aida Ekberg do Yahoo! Voices classificou Amy Poehler em sua lista de "Top 10 SpongeBob SquarePants Guest Stars" e disse: "Estou surpresa por mais comediantes não terem sido estrelas convidadas em SpongeBob. Amy Poehler fez um ótimo trabalho com sua voz de avó assustadora." Paul Mavis do DVD Talk gostou da cena: "[...] Quando Gary percebe que ele tem que escapar do amor esmagador (o que equivale a comer demais) ou morrer como os demais caracóis das conchas vazias que ele encontra [...]" Ele disse "é tanto engraçado quanto tocante."
Um crítico de televisão escrevendo para o St. Petersburg Times não foi tão positivo sobre o episódio, no entanto, criticou a postura triste e decepcionada de SpongeBob no episódio, afirmando que é bastante diferente da personalidade normal do personagem. Blogger e Blogcritics fundados por Eric Olsen, disseram que "o episódio em si é bastante macio e frouxo, notadamente faltando o ar de um zumbido vertiginoso que milhões de homens, mulheres e crianças felizes têm."